# Синиша Саничанин
Синиша Саничанин (босн. Siniša Saničanin, нар. 24 квітня 1995, Прієдор) — боснійський футболіст, захисник угорського «Діошдьйора».
Виступав, зокрема, за сербські «Воєводину» та «Партизан», а також за національну збірну Боснії і Герцеговини.

## Клубна кар'єра
Народився 24 квітня 1995 року в місті Прієдор. Вихованець футбольної школи клубу «Рудар» (Прієдор). У своєму першому сезоні 2013/14 зіграв лише 2 матчі, з яких лише в одному вийшов у стартовому складі, а «Рудар» вилетів з Прем'єр-ліги. У другому дивізіоні Синиша став гравцем основи та регулярно виходив на поле у стартовому складі, зігравши 22 матчі та забивши 1 гол, допомігши команді посісти перше місце, а також провів три матчі у Кубку.
Влітку 2015 року Саничанин приєднався до іншої місцевої команди «Борац» (Баня-Лука), де провів пів року і у січні 2016 року він підписав контракт із сербською командою «Младост» (Лучани), де провів два з половиною сезони.
Своєю грою за останню команду привернув увагу представників тренерського штабу клубу «Воєводина», до складу якого приєднався у серпні 2017 року. Відіграв за команду з Нового Сада наступні чотири сезони своєї ігрової кар'єри. Більшість часу, проведеного у складі «Воєводини», був основним гравцем захисту команди і 2020 року виграв з командою Кубок Сербії.
На початку червня 2021 року на правах вільного агента перейшов у «Партизан», уклавши трирічну угоду. Дебютував за команду 17 липня проти «Пролетера», а перший гол за «Партизан» забив 26 серпня 2021 року в матчі-відповіді плей-оф за вихід у груповий етап Лігу конференцій проти португальської «Санта-Клари». Через чотирнадцять місяців він забив свій перший гол у чемпіонаті в матчі проти ТСЦ. За три сезони відіграв за белградську команду 52 матчі у національному чемпіонаті.
Влітку 2024 року став гравцем угорського «Діошдьйора».

## Виступи за збірні
2013 року дебютував у складі юнацької збірної Боснії і Герцеговини (U-19), загалом на юнацькому рівні взяв участь у 2 іграх.
Протягом 2014—2016 років залучався до складу молодіжної збірної Боснії і Герцеговини. На молодіжному рівні зіграв у 8 офіційних матчах, забив 1 гол.
4 вересня 2020 року дебютував в офіційних матчах у складі національної збірної Боснії і Герцеговини в грі Ліги націй 2020/21 проти Італії (1:1).
| Дата       | Місто         | Господарі            | Результат               | Гості                | Турнір                               | Голи | Примітки |
| ---------- | ------------- | -------------------- | ----------------------- | -------------------- | ------------------------------------ | ---- | -------- |
| 4-9-2020   | Флоренція     | Італія               | 1 – 1                   | Боснія і Герцеговина | Ліга націй УЄФА 2020-2021 - 1-й етап | -    |          |
| 7-9-2020   | Зениця        | Боснія і Герцеговина | 1 – 2                   | Польща               | Ліга націй УЄФА 2020-2021 - 1-й етап | -    |          |
| 8-10-2020  | Сараєво       | Боснія і Герцеговина | 1 – 1 д.ч. (3 – 4 п.п.) | Північна Ірландія    | Відбір до ЧЄ 2020                    | -    |          |
| 11-10-2020 | Зениця        | Боснія і Герцеговина | 0 – 0                   | Нідерланди           | Ліга націй УЄФА 2020-2021 - 1-й етап | -    |          |
| 14-10-2020 | Вроцлав       | Польща               | 3 – 0                   | Боснія і Герцеговина | Ліга націй УЄФА 2020-2021 - 1-й етап | -    |          |
| 12-11-2020 | Сараєво       | Боснія і Герцеговина | 0 – 2                   | Іран                 | товариський матч                     | -    |          |
| 15-11-2020 | Амстердам     | Нідерланди           | 3 – 1                   | Боснія і Герцеговина | Ліга націй УЄФА 2020-2021 - 1-й етап | -    | 88'      |
| 18-11-2020 | Сараєво       | Боснія і Герцеговина | 0 – 2                   | Італія               | Ліга націй УЄФА 2020-2021 - 1-й етап | -    |          |
| 24-3-2021  | Гельсінкі     | Фінляндія            | 2 – 2                   | Боснія і Герцеговина | Відбір до ЧС 2022                    | -    |          |
| 31-3-2021  | Сараєво       | Боснія і Герцеговина | 0 – 1                   | Франція              | Відбір до ЧС 2022                    | -    | 54'      |
| 6-6-2021   | Брондбювестер | Данія                | 2 – 0                   | Боснія і Герцеговина | товариський матч                     | -    | кап.     |
| 1-9-2021   | Сен-Дені      | Франція              | 1 – 1                   | Боснія і Герцеговина | Відбір до ЧС 2022                    | -    |          |
| 7-9-2021   | Зениця        | Боснія і Герцеговина | 2 – 2                   | Казахстан            | Відбір до ЧС 2022                    | -    |          |
| 13-11-2021 | Зениця        | Боснія і Герцеговина | 1 – 3                   | Фінляндія            | Відбір до ЧС 2022                    | -    |          |
| 25-3-2022  | Зениця        | Боснія і Герцеговина | 0 – 1                   | Грузія               | товариський матч                     | -    | 59'      |
| 29-3-2022  | Зениця        | Боснія і Герцеговина | 1 – 0                   | Люксембург           | товариський матч                     | -    | 82'      |
| 7-6-2022   | Зениця        | Боснія і Герцеговина | 1 – 0                   | Румунія              | Ліга націй УЄФА 2022-2023 - 1-й етап | -    |          |
| 23-9-2022  | Зениця        | Боснія і Герцеговина | 1 – 0                   | Чорногорія           | Ліга націй УЄФА 2022-2023 - 1-й етап | -    | 90+4'    |
| 26-9-2022  | Бухарест      | Румунія              | 4 – 1                   | Боснія і Герцеговина | Ліга націй УЄФА 2022-2023 - 1-й етап | -    | 25'      |
| 23-3-2023  | Зениця        | Боснія і Герцеговина | 3 – 0                   | Ісландія             | Відбір до ЧЄ 2024                    | -    |          |
| 26-3-2023  | Братислава    | Словаччина           | 2 – 0                   | Боснія і Герцеговина | Відбір до ЧЄ 2024                    | -    |          |
| 17-6-2023  | Лісабон       | Португалія           | 3 – 0                   | Боснія і Герцеговина | Відбір до ЧЄ 2024                    | -    |          |
| 20-6-2023  | Зениця        | Боснія і Герцеговина | 0 – 2                   | Люксембург           | Відбір до ЧЄ 2024                    | -    |          |
| Усього     |               | Матчів               | 23                      |                      | Голів                                | 0    |          |

## Досягнення
- Володар Кубка Сербії: 2019/20